# Simon Inou
Simon Inou ist ein aus Kamerun stammender Journalist und Medienkritiker, der für österreichische und internationale Medien tätig ist.

## Werdegang und Beruf
Nach seinem Studium der Soziologie in Douala war er 1992 Mitbegründer von „Le Messager des Jeunes“, der ersten Jugendzeitung Kameruns, wo er bis 1995 als Redakteur tätig blieb. Zur selben Zeit arbeitete er für die damalige Wochenzeitung Le Messager.
Inou siedelte 1995 nach Österreich um. Dort war er 1998 bis 2005 Chefredakteur von Radio Afrika International. 2000 bis 2005 war er zugleich bei der Wiener Zeitung tätig, ab 2004 auch Mitbegründer und Chefredakteur von Afrikanet.

Logo des Vereins M-Media

Im Jahr 2005 gründete Inou M-Media, Verein zur Förderung interkultureller Medienarbeit, einen Verein von Migranten in Österreich mit Sitz in Wien, der sich für mehr ethnische Diversität in den österreichischen Medienbetrieben und eine angemessene Darstellung von Zuwanderern in den österreichischen Mainstreammedien einsetzt. Ab 2008 organisierte M-Media jährlich eine Medienmesse, bei der ethnische Medien in Österreich die Möglichkeit bekommen, sich zu präsentieren. Im Oktober 2014 veranstaltete M-MEDIA die Messe gemeinsam mit senel2b communications als „Diversity Media Week“ in Wien. In den Jahren 2008 bis 2013 sowie 2014/2015 gab M-Media das österreichische Medienhandbuch Migration und Diversität heraus.
Ab dem 28. Jänner 2007 gestalteten M-Media-Mitarbeiter jede Woche mit Redakteuren der Tageszeitung Die Presse eine redaktionelle Seite zu österreichischen Themen. Ziel dieses Projektes war es, vermehrt Sichtweisen von Vertretern der ethnischen Communities in die Berichterstattung einfließen zu lassen und voneinander zu lernen. Für das Projekt erhielt M-Media im Jahr 2008 den „Förderungspreis für Projekte des interkulturellen Dialogs 2008“ des Unterrichtsministeriums. Die Kooperation mit Die Presse, die zunächst nur für 2008 – das Europäische Jahr des interkulturellen Dialogs – geplant gewesen war, wurde auch nach diesem Jahr zunächst weitergeführt. Insgesamt wurde die „Integrationsseite“ (in Printversion) bis Ende 2012 fortgeführt. Außerdem befähigten spezielle Aus- und Weiterbildungsangebote Migranten, im österreichischen Journalismus Fuß zu fassen.
Im Oktober 2012 gründete er die Bildagentur Lichtfarben, deren Ziel es ist, die mediale Bebilderung von Inhalten, die sich um Migration drehen, für Österreichische Medien zu erleichtern.
2007 initiierte Inou gemeinsam mit Béatrice Achaleke die Kommunikationskampagne BlackAustria zum Abbau von Vorurteilen gegenüber in Österreich lebenden schwarzen Menschen.
In den Medien ist Inou häufig in Artikeln, Kommentaren und Interviews zu Themen mit Bezug auf Afrikaner in Österreich präsent.

## Auszeichnungen
Simon Inou oder auch die von ihm initiierten Projekte wurden mehrfach ausgezeichnet:
- 2002 Steirischer Journalistenpreis der steirischen Landesregierung für Berichterstattung über die Länder des Südens[11]
- 2004 Auszeichnung für „besondere Dienste in den African Communities“ im Rahmen des „PAMOJA Black History Month“
- 2005 Interkulturpreis Oberösterreich mit dem Projekt Afrikanet
- 2007 österreichischer Preisträger des EU-Journalistenpreises „Für Vielfalt. Gegen Diskriminierung.“ der Europäischen Kommission
- 2008 Förderungspreis für interkulturellen Dialog des Unterrichtsministeriums an M-Media[12]
- 2011 Prälat Leopold Ungar Anerkennungspreis in der Kategorie „Print“ an M-Media[13][14]
- 2022 Ari Rath Preis für kritischen Journalismus[15]